# Austrolaenilla bidentata
Austrolaenilla bidentata är en ringmaskart som beskrevs av Averincev 1978. Austrolaenilla bidentata ingår i släktet Austrolaenilla och familjen Polynoidae.
Artens utbredningsområde är havet kring Nya Zeeland. Inga underarter finns listade i Catalogue of Life.